# Nút ghế đơn

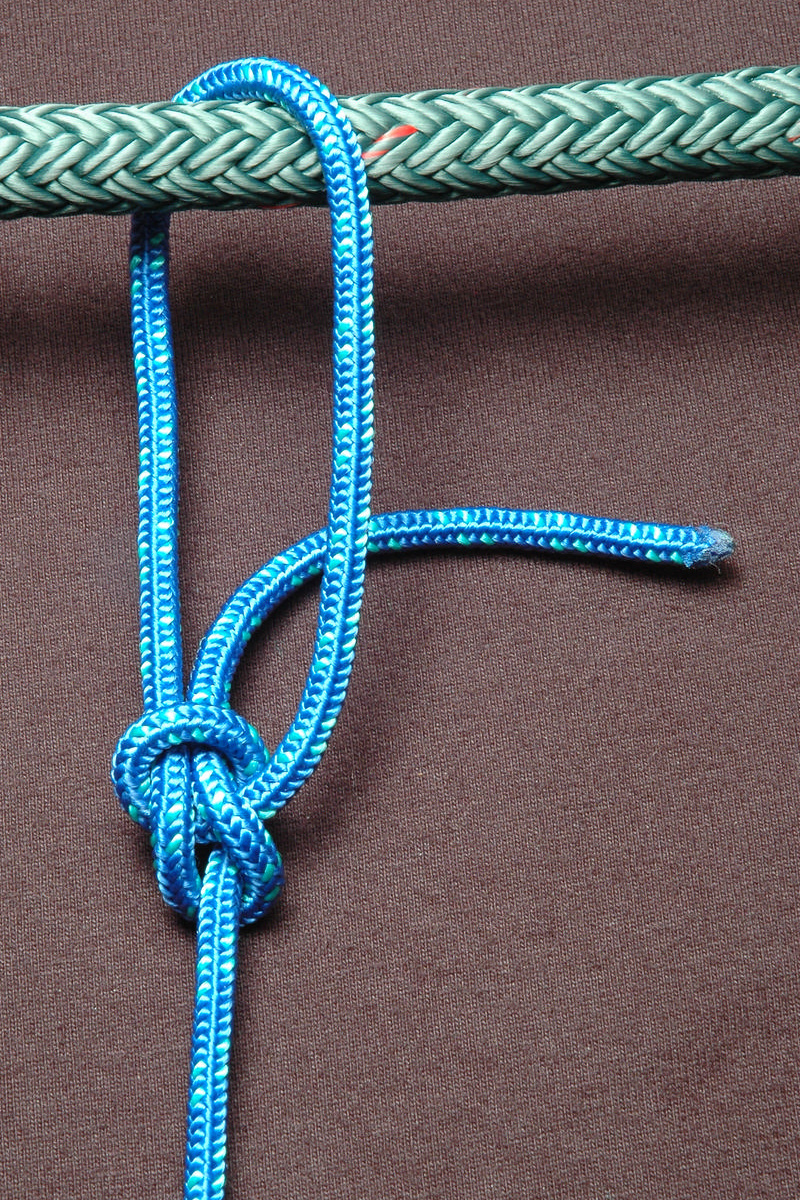
Nút ghế đơn

Nút ghế đơn hay nút thòng lọng không xiết (bowline) là một nút dây khi tạo ra sẽ cho một vòng tròn cố định (xem hình), thường dùng khi buộc dây thừng quanh vào người hay vật mà không sợ vòng dây tuột và xiết chặt vào.

## Cách thắt nút ghế đơn
Tạo một vòng tròn nhỏ xíu (hướng rất quan trọng), và luồn đầu dây tự do (ngắn) từ dưới lên xuyên qua vòng dây nhỏ, rồi vòng ra phía sau phần dây dài. Sau đó luồn đầu dây ngắn trở xuống xuyên qua vòng tròn nhỏ lần nữa.
Xem minh họa cách thắt nút ghế đơn Lưu trữ ngày 19 tháng 9 năm 2007 tại Wayback Machine

## Sử dụng
- Làm một vòng tròn cố định ở đầu một sợi dây mà không sợ vòng dây bị chạy tuột lên hay xuống
- Dùng để kéo người từ dưới thấp lên.
- Ném cho người sắp chìm dưới nước để kéo họ vào
- Làm dây an toàn khi leo núi hay làm việc trên cao